# Karl Seitz
Karl Josef Seitz (Vienna, 4 settembre 1869 – Vienna, 3 febbraio 1950) è stato un politico e insegnante austriaco.
Fu Presidente federale dell'Austria dal 1919 al 1920.

## Biografia
Maestro di scuola, aderì alla socialdemocrazia come esperto di politiche educative e fu eletto deputato al Reichsrat (il Parlamento austriaco) nel 1901, e poi al Landtag (assemblea regionale) della Bassa Austria.
Nel 1918 assunse la presidenza del Partito Operaio Socialdemocratico (Sozialdemokratische Arbeiterpartei, SAP) e, dopo la proclamazione della Repubblica, fu presidente dell'Assemblea Nazionale Provvisoria (ottobre 1918-febbraio 1919) e dell'Assemblea Costituente (1919-1920), fungendo da capo dello Stato fino all'elezione del primo presidente regolare. Il 1º ottobre 1920 entrò in vigore la Costituzione della Repubblica federale Austriaca (Bundesrepublik Österreich), che prevedeva un Parlamento costituito da due camere, il Nationalrat (eletto a suffragio diretto) e il Bundesrat (eletto dalle diete dei Länder), un presidente federale eletto dalle Camere riunite e un Governo, presieduto dal Cancelliere federale, responsabile davanti al Parlamento.
Eletto borgomastro di Vienna nel 1923, fu protagonista della stagione riformatrice socialdemocratica della città, periodo noto col nome di Vienna rossa. Nel 1927 rifiutò l'intervento dell'esercito per reprimere la Rivolta di luglio. Assolse al suo incarico fino al 1934, quando venne costretto alle dimissioni e incarcerato per ordine del Cancelliere Engelbert Dollfuss in seguito alla fallita insurrezione operaia del 1934. Internato dai tedeschi nel campo di prigionia di Mauthausen (1944-1945); dopo  la liberazione fu membro del Nationalrat (Assemblea Nazionale, la Camera bassa del Parlamento) dal 1945 fino alla morte e presidente onorario del Partito Socialdemocratico (Sozialdemokratische Partei Österreichs, SPÖ).